# Пасе (Иль и Вилен)
Пасе (фр. Pacé) — коммуна на северо-западе Франции, находится в регионе Бретань, департамент Иль и Вилен, округ Ренн, кантон Ренн-5. Расположена в 5 км к северо-западу от Ренна. Через территорию коммуны протекает речка Флюм, приток Вилена.
Население (2018) — 11 825 человек. 

## Достопримечательности
- Церковь Святого Мелания XV—XVI веков
- Каменный мост Пон-де-Пасе XIII—XIV веков через Флюм
- Шато де ла Глестьер XVI века

## Экономика
Структура занятости населения:
- сельское хозяйство — 1,9 %
- промышленность — 7,5 %
- строительство — 6,6 %
- торговля, транспорт и сфера услуг — 62,9 %
- государственные и муниципальные службы — 21,2 %

Уровень безработицы (2018) — 8,4 % (Франция в целом —  13,4 %, департамент Иль и Вилен — 10,4 %). 

Среднегодовой доход на 1 человека, евро (2018) — 26 540 (Франция в целом — 21 730, департамент Иль и Вилен — 22 230).

## Демография
Динамика численности населения, чел.

## Администрация
Пост мэра Пасе с 2020 года занимает Эрве Депуэс (Hervé Depouez). На муниципальных выборах 2020 года возглавляемый им правый список победил в 1-м туре, получив 59,24 % голосов.
| Период | Период | Фамилия         | Партия                                                   | Примечания |
| ------ | ------ | --------------- | -------------------------------------------------------- | --- |
| 1977   | 1983   | Рене Перрон     | Разные правые                                            | инженер, полковник в отставке |
| 1983   | 1989   | Рене Лопине     | Центристы                                                | генеральный секретарь компании Crédit agricole d'Ille-et-Vilaine                                                                    |
| 1989   | 1995   | Фредерик Веньен | Социалистическая партия                                  | профессор химии, член Генерального совета департамента                                                                              |
| 1995   | 2002   | Филипп Руо      | Союз за французскую демократию Союз за народное движение | инженер-консультант, затем директор по исследованиям, член Генерального совета департамента, депутат Национального собрания Франции |
| 2002   | 2020   | Поль Кердраон   | Союз за народное движение Республиканцы                  | директор сельскохозяйственной компании                                                                                              |
| 2020   |        | Эрве Депуэс     | Разные правые                                            | эксперт-бухгалтер |

## Города-побратимы
- Байерсдорф, Германия
- Штейнсель, Люксембург
- Кона, Мали
- Слимник, Румыния